# Галипоље (филм)
„Галипоље“ (енгл. Gallipoli) је аустралијски филм редитеља Питера Вира из 1981. Главне улоге тумаче Мел Гибсон и Марк Ли.

## Радња
На почетку филма се радња одвија у Западној Аустралији, маја 1915. и прати причу двојице младића спринтера из руралних крајева, који се срећу на атлетском такмичењу. Обојица, Арчи Хамилтон (Марк Ли) и Френк Дјун Џад (Мел Гибсон), пријављују се у аустралијску војску, ради учешћа у Првом светском рату. После тога се радња одвија у Египту, где су стациониране трупе. У трећем делу филма, радња се одвија у Турској, односно прати догађаје везане за Галипољску операцију.

## Улоге
- Арчи Хамилтон — Марк Ли
- Френк Дјун Џад — Мел Гибсон